# Lepanthes capistrata
Lepanthes capistrata är en orkidéart som beskrevs av Carlyle August Luer och Sijm. Lepanthes capistrata ingår i släktet Lepanthes och familjen orkidéer.
Artens utbredningsområde är Peru. Inga underarter finns listade i Catalogue of Life.